# Godisa–Komló-vasútvonal
Godisa–Komló vasútvonal a MÁV 47-es számú nem villamosított, egyvágányú magyarországi vasúti mellékvonala. A Mecsek nyugati része és a Baranyai-Hegyhát dombvidékének határán, a Kaszárnya-patak völgyében húzódik, a Budapest–Pécs-vasútvonaltól Godisa állomásnál ágazik el.

## Történet
A komlói szénbányák és a MÁV Budapest–Pécs-vasútvonala közötti vasúti kapcsolatot 1896 áprilisában kezdték el építeni. A 18,8 km hosszú, elsősorban a szénszállításhoz épített vonalat 1897. május 13-án helyezték üzembe. A vasútvonal a mai Godisa, akkoriban Bakócza-Felsőmindszentnek nevezett állomásáról indult, jelentős emelkedővel, jellemzően kis sugarú ívekkel, a Pölöskei-patak völgyében haladva érte el Komlót. A pálya mellékvonali szabvány szerint, 23,6 kg/fm tömegű, „i” jelű sínekkel épült. Az alépítmény viszonylag kevés földmunkával készült, sok vízelvezetést biztosító műtárggyal. 2010 decembere és 2019 decembere között Sásd–Komló viszonylatban Bzmot motorvonatok közlekedtek, 2012. áprilisától egészen 2020. júniusáig egy egységgel naponta kétszer. A tehervonatokat jellemzően MÁV M62-es mozdonyok, valamint az MMV magánvasút gépe továbbítja. Komlón rendszeresen követ és fát adnak fel. A komlói végállomás előtt a szénosztályozó és teherpályaudvar, továbbá a bányavasúti pályaudvar (Komló-Teher és Kossuth-Bányaüzem Altáró pályaudvar) 1952 és 2000 között üzemelt. 2005-re elbontották. A helyén ipari park épült.

## Forgalom
A vasútvonalon 2009. december 13-ától, a 2009/2010. évi menetrendváltástól szünetelt, majd a 2010/2011. évi menetrendváltással újraindult a személyforgalom, de csak Sásd és Komló között jártak a vonatok. Ez alól 2017. december 10-e óta kivétel volt az utolsó Komlóról induló vonat, amely Dombóvár állomásig szállított utasokat. Jelenleg mindössze napi 1 pár vonat közlekedik. Dombóvárról 9 óra 5 perckor indul, miután beérkezett a Budapest-Keleti pályaudvarról 6 óra 45 perckor induló, Kaposvár irányú Kresz Géza InterCity-vonat, majd 9 óra 53 perckor Komlóra érkezik, aztán közel kétórás tartózkodás után 12 óra 4 perckor visszaindul Dombóvár felé, ahol csatlakozik a Budapest irányú Kresz Géza InterCity-vonathoz. A járatpár minden állomáson és megállóhelyen megáll.
2021. december 12-étől naponta négy pár vonat közlekedett a vonalon. Komló felé minden vonat Dombóvárról indul, a másik irányba az első szerelvény Sásdon, míg a másik három vonat Dombóváron biztosítja Budapest-Keleti pályaudvar és Pécs, illetve Kaposvár között közlekedő InterCity-vonatokra történő átszállást.
A 2022-es járatsűrítés következtében már napi 6 pár vonat járt, amelyből öt Dombóvárról, egy pedig Sásdról indult.
A vonalon 2023. augusztus 1-étől a személyforgalom szünetel. A vonatok helyett hosszabb menetidejű pótlóbuszok közlekednek, amiket 6-ról 5 párra ritkították 2023. december 10-étől, továbbá a megmaradt pótlóbuszok ettől a naptól a korábbi ígéreteket megszegve nem érintik Godisa és Magyarhertelend megállókat.
A teherforgalom zöme korábban jellemzően szénszállítmányokból állt. Mecsekjánosiban fát, Komlón pedig rendszeresen követ rakodnak.

## Felépítmény
A jelenlegi pálya hagyományos, hevederes illesztésű, és hézagnélküli felépítményű, 48-as sínrendszerű, geós sínleerősítésű, vasbetonaljas alátámasztású, zúzottkő ágyazatban fekszik.

## Galéria

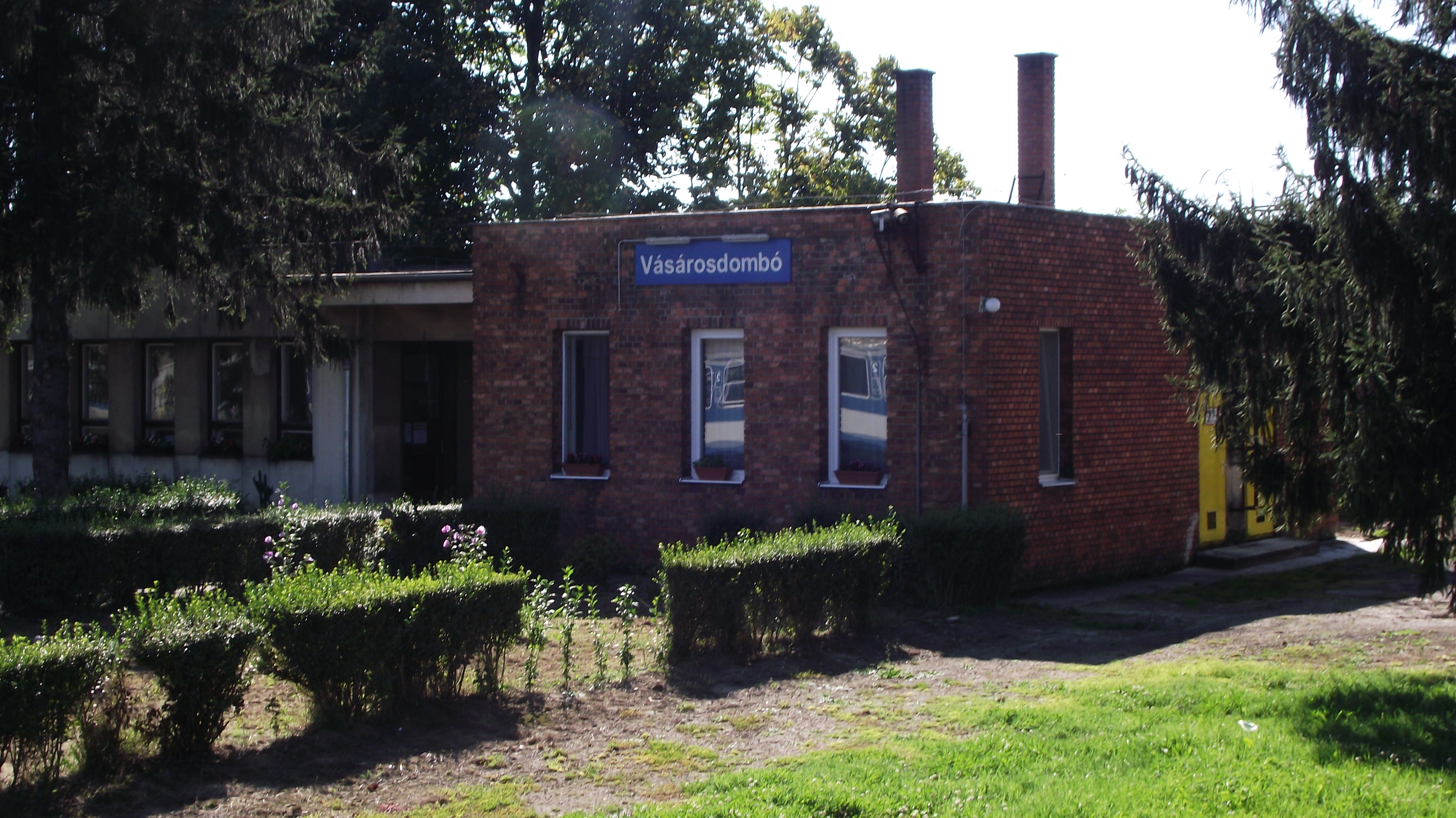
Vásárosdombó vasútállomás (2016)
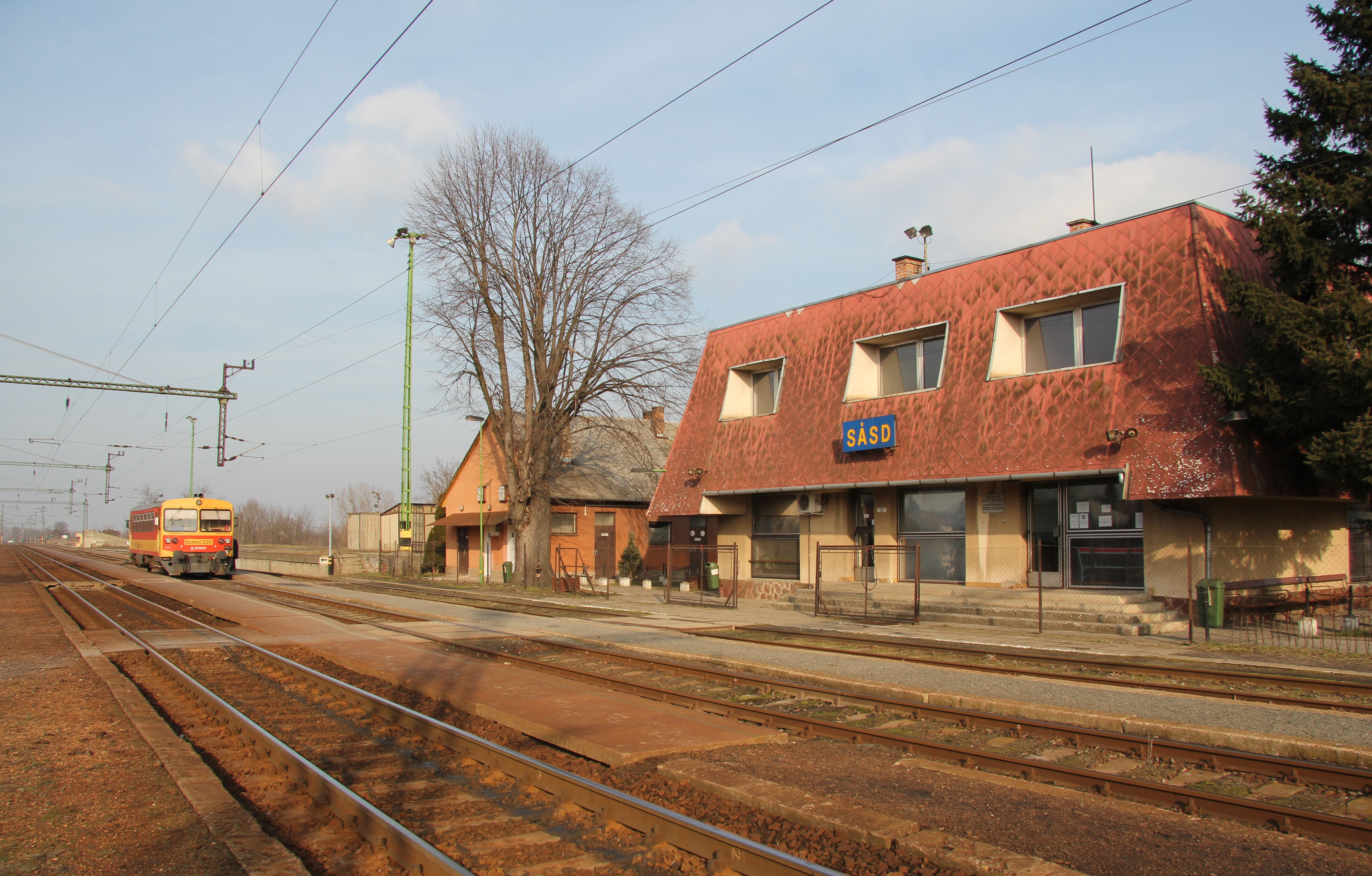
Sásd vasútállomása a Komlóra induló vonattal (2012)
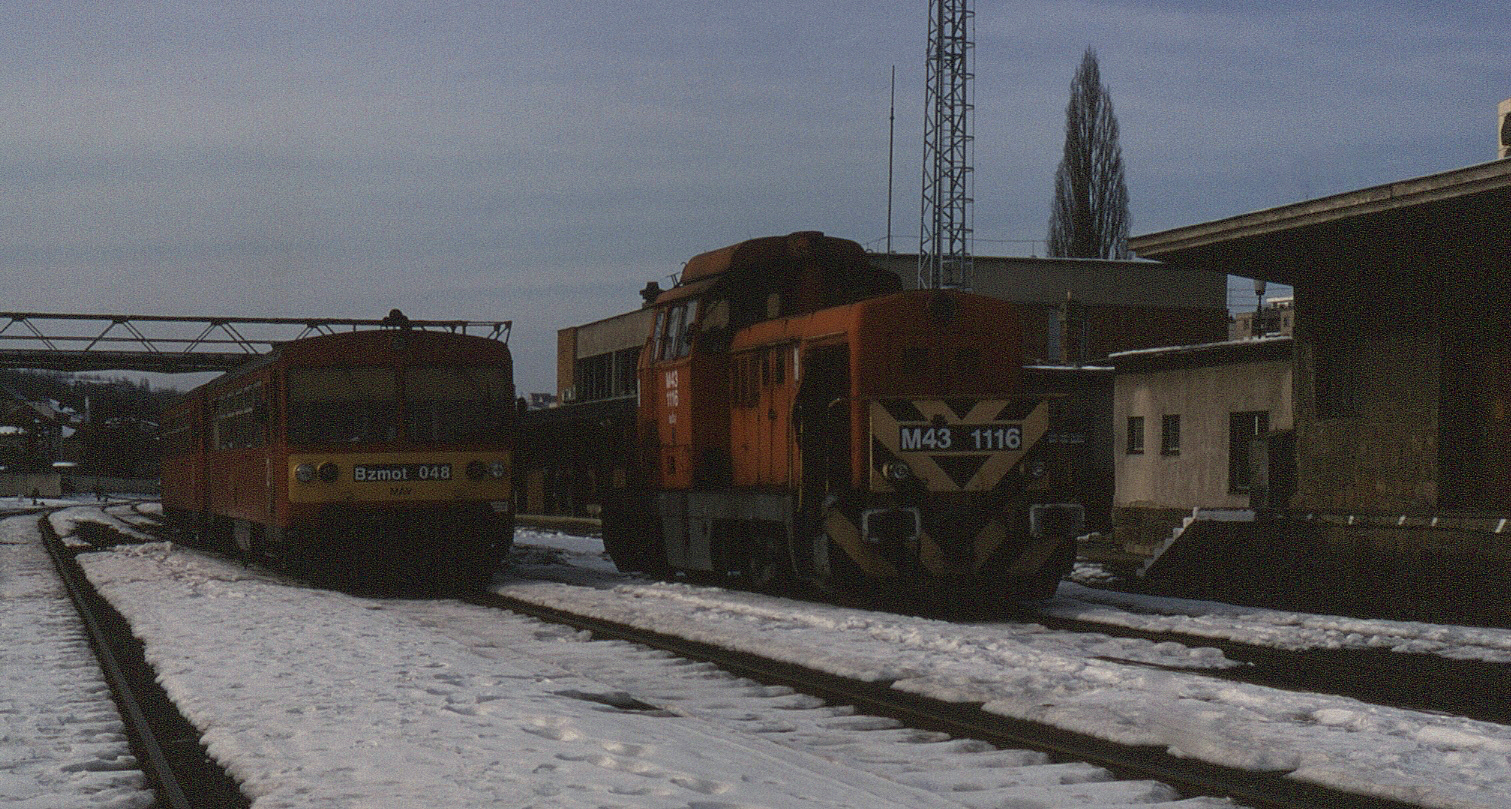
Bzmot motorvonat és MÁV M43-as mozdony Komló vasútállomáson (1998)